# Cristiana Muscardini
Cristiana Muscardini (ur. 6 listopada 1948 w Cannobio) – włoska polityk, filozof, od 1989 do 2014 deputowana do Parlamentu Europejskiego.

## Życiorys
Ukończyła studia z zakresu filozofii. Pracowała zawodowo jako dziennikarka.
W 1971 stała na czele Uniwersyteckiego Frontu Akcji Narodowej (FUAN). Później zaangażowała się w działalność polityczną w ramach postfaszystowskiego Włoskiego Ruchu Socjalnego, wchodziła w skład władz krajowych tego ugrupowania. Od lat 80. była radną rad miejskich Mediolanu i następnie Varese. W latach 1983–1987 zasiadała w Izbie Deputowanych IX kadencji.
Jako bliski współpracownik Gianfranca Finiego poparła ideę powołanie nowej formacji – Sojuszu Narodowego, w którym w 1995 została koordynatorem do spraw polityk wspólnotowych.
W 1989, 1994, 1999, 2004 i 2009 uzyskiwała mandat posłanki do Parlamentu Europejskiego. Od 2001 pełniła funkcję sekretarza generalnego Unii na rzecz Europy Narodów, a od 2004 współprzewodniczącej grupy parlamentarnej UEN.
W przedterminowych wyborach krajowych w 2008 została wybrana posłem XVI kadencji z listy Ludu Wolności, zrezygnowała jednak z objęcia mandatu, pozostając w PE. W 2010 przeszła do nowej partii pod nazwą Przyszłość i Wolność dla Włoch. W 2012 utworzyła własną formację pod nazwą Conservatori e Social Riformatori.
Odznaczona m.in. Orderem Świętych Maurycego i Łazarza.